# Đường tỉnh 203
Đường tỉnh 203 hay tỉnh lộ 203, viết tắt ĐT203 hay TL203, là đường tỉnh có ở thành phố Hải Phòng và tỉnh Cao Bằng, Việt Nam.

## Lộ trình

### Đường tỉnh 203 Hải Phòng
Đường tỉnh 203 ở huyện An Lão, thành phố Hải Phòng, vốn là đoạn của Quốc lộ 10 thời trước năm 2000:
- Đường tỉnh 203 bắt đầu từ thị trấn An Lão. 20°49′27″B 106°33′22″Đ / 20,824071°B 106,556228°Đ
- Đường đi hướng đông tới thị trấn Trường Sơn, huyện An Lão, thành phố Hải Phòng[2]. 20°49′06″B 106°35′56″Đ / 20,818329°B 106,598756°Đ

### Đường tỉnh 203 Cao Bằng
Đường tỉnh 203 ở huyện Hà Quảng, Hòa An và thành phố Cao Bằng:
- Đường tỉnh 203, bắt đầu từ cầu Bằng Giang, thành phố Cao Bằng, nối với Quốc lộ 4A và Quốc lộ 34. 22°40′07″B 106°15′45″Đ / 22,668562°B 106,262371°Đ
- Đường đi hướng tây bắc, qua thị trấn Nước Hai huyện Hòa An và thị trấn Xuân Hòa huyện Hà Quảng, tới Khu di tích Pác Bó, xã Trường Hà[3]. 22°58′53″B 106°02′57″Đ / 22,981323°B 106,049057°Đ

Từ Khu di tích Pác Bó có đường tới bản Nậm Nhũng và Đồn Biên phòng Nậm Nhũng, xã Lũng Nặm, và được coi là đoạn kéo dài của Đường tỉnh 210.
Đường tỉnh 203, đoạn từ TP. Cao Bằng đến xã Hưng Đạo dài 9 km, đã được đầu tư đạt cấp cấp IV miền núi, mặt đường bê tông nhựa.